# Ал-Порт-да-ла-Селба
Ал-Порт-да-ла-Се́лба (кат. El Port de la Selva) — муніципалітет, розташований в Автономній області Каталонія, в Іспанії. Знаходиться у районі (кумарці) Алт-Ампурда провінції Жирона, згідно з новою адміністративною реформою перебуватиме у складі Баґарії (округи) Жирона.

## Назва муніципалітету
Хоча у більшості каталанських слів кінцева -t після приголосної не читається, у слові «port» -t вимовляється : літературною каталанською назва муніципалітету звучить [pɔɾt də ɫə sέɫβə]. У перекладі назва означає «порт у лісі» і походить від латинських слів pŏrtu та sĭlva.

## Населення

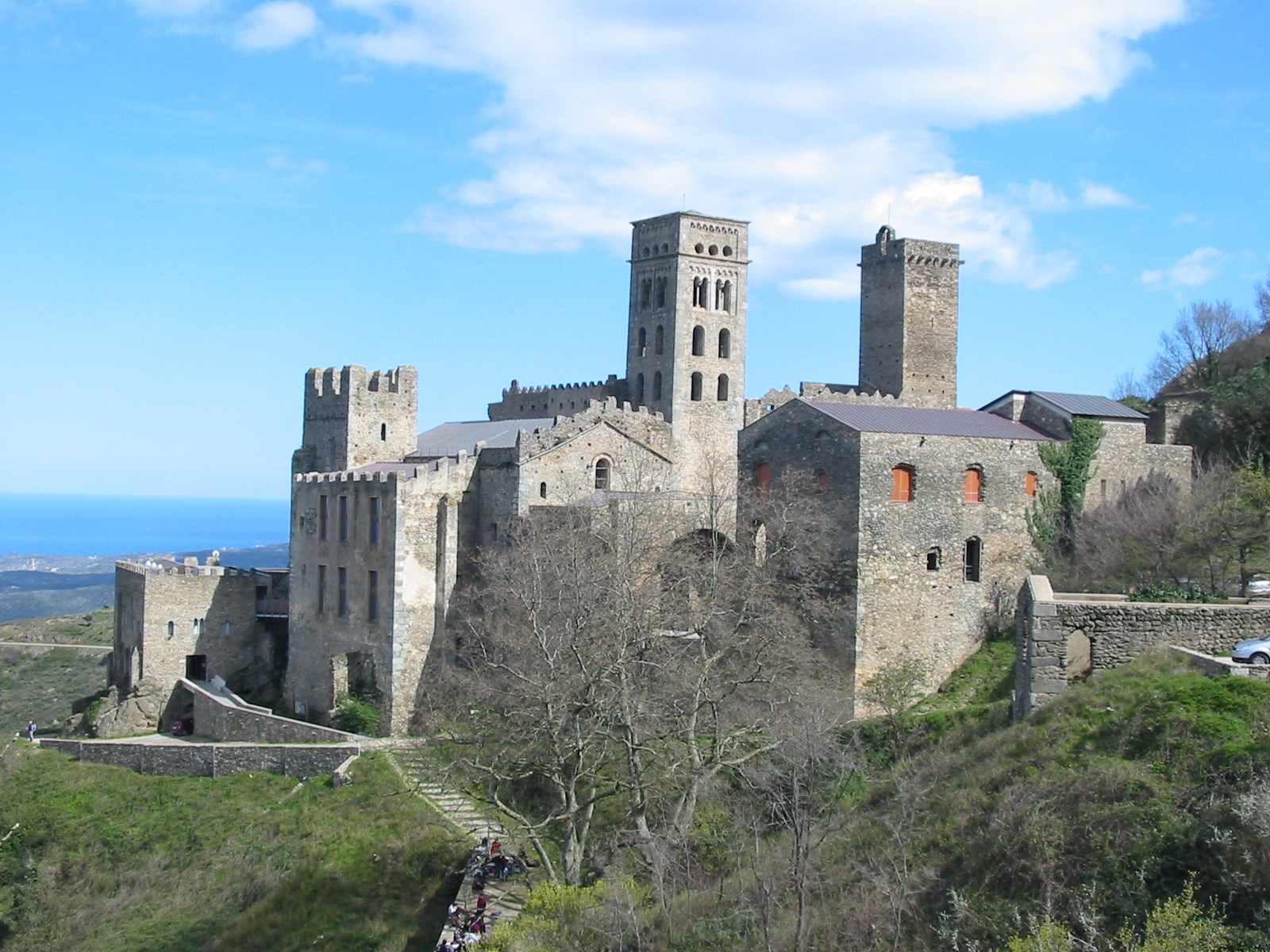
Монастир Св. Петра Розаського

Населення міста (у 2007 р.) становить 947 осіб (з них менше 14 років — 10,9%, від 15 до 64 — 67,9%, понад 65 років — 21,2%). У 2006 р. народжуваність склала 9 осіб, смертність — 13 осіб, зареєстровано 1 шлюб. У 2001 р. активне населення становило 341 особа, з них безробітних — 31 особа.

Серед осіб, які проживали на території міста у 2001 р., 575 народилися в Каталонії (з них 410 осіб у тому самому районі, або кумарці), 138 осіб приїхало з інших областей Іспанії, а 47 осіб приїхало з-за кордону. 

Університетську освіту має 11,3% усього населення. 

У 2001 р. нараховувалося 328 домогосподарств (з них 36,9% складалися з однієї особи, 25,6% з двох осіб,15,9% з 3 осіб, 15,9% з 4 осіб, 3,7% з 5 осіб, 1,2% з 6 осіб, 0,3% з 7 осіб, 0,6% з 8 осіб і 0% з 9 і більше осіб).

Активне населення міста у 2001 р. працювало у таких сферах діяльності : у сільському господарстві — 10%, у промисловості — 10,3%, на будівництві — 17,1% і у сфері обслуговування — 62,6%. 

 У муніципалітеті або у власному районі (кумарці) працює 345 осіб, поза районом — 72 особи.

### Безробіття
У 2007 р. нараховувалося 15 безробітних (у 2006 р. — 18 безробітних), з них чоловіки становили 40%, а жінки — 60%.

## Економіка

### Підприємства міста

#### Промислові підприємства
| \| Промислові підприємства міста, за сферою діяльності \| Промислові підприємства міста, за сферою діяльності \| Промислові підприємства міста, за сферою діяльності \| \| Рік \| 2002 р. \| 2001 р. \| \| --------------------------------------------------- \| --------------------------------------------------- \| --------------------------------------------------- \| \| Енергетичні та водні ресурси \| 0% \| 0% \| \| Хімія та метали \| 0% \| 0% \| \| Переробка металів \| 63,6% \| 61,5% \| \| Продукти харчування \| 18,2% \| 15,4% \| \| Текстиль \| 9,1% \| 7,7% \| \| Виробництво меблів, видання \| 9,1% \| 15,4% \| \| Інше \| 0% \| 0% \| \| Усього підприємств \| 11 \| 13 \| |         |         |
| Промислові підприємства міста, за сферою діяльності |         |         |
| Рік | 2002 р. | 2001 р. |
| Енергетичні та водні ресурси | 0%      | 0%      |
| Хімія та метали | 0%      | 0%      |
| Переробка металів | 63,6%   | 61,5%   |
| Продукти харчування | 18,2%   | 15,4%   |
| Текстиль | 9,1%    | 7,7%    |
| Виробництво меблів, видання | 9,1%    | 15,4%   |
| Інше | 0%      | 0%      |
| Усього підприємств | 11      | 13      |

#### Роздрібна торгівля
| \| Підприємства роздрібної торгівлі міста, за сферою діяльності \| Підприємства роздрібної торгівлі міста, за сферою діяльності \| Підприємства роздрібної торгівлі міста, за сферою діяльності \| \| Рік \| 2002 р. \| 2001 р. \| \| ------------------------------------------------------------ \| ------------------------------------------------------------ \| ------------------------------------------------------------ \| \| Продукти харчування \| 39% \| 40,5% \| \| Одяг та взуття \| 9,8% \| 10,8% \| \| Товари для дому \| 9,8% \| 10,8% \| \| Книги та періодичні видання \| 0% \| 0% \| \| Промислова хімічна продукція \| 9,8% \| 8,1% \| \| Продукція, пов'язана з транспортними засобами \| 7,3% \| 8,1% \| \| Інше \| 24,4% \| 21,6% \| \| Усього підприємств \| 41 \| 37 \| |         |         |
| Підприємства роздрібної торгівлі міста, за сферою діяльності |         |         |
| Рік | 2002 р. | 2001 р. |
| Продукти харчування | 39%     | 40,5%   |
| Одяг та взуття | 9,8%    | 10,8%   |
| Товари для дому | 9,8%    | 10,8%   |
| Книги та періодичні видання | 0%      | 0%      |
| Промислова хімічна продукція | 9,8%    | 8,1%    |
| Продукція, пов'язана з транспортними засобами | 7,3%    | 8,1%    |
| Інше | 24,4%   | 21,6%   |
| Усього підприємств | 41      | 37      |

#### Сфера послуг
| \| Підприємства міста, що працюють у сфері послуг, за діяльністю \| Підприємства міста, що працюють у сфері послуг, за діяльністю \| Підприємства міста, що працюють у сфері послуг, за діяльністю \| \| Рік \| 2002 р. \| 2001 р. \| \| ------------------------------------------------------------- \| ------------------------------------------------------------- \| ------------------------------------------------------------- \| \| Гуртова торгівля \| 2,7% \| 2,9% \| \| Готелі та готельний бізнес \| 48,6% \| 45,7% \| \| Транспорт та зв'язок \| 5,4% \| 5,7% \| \| Посередницькі фінансові послуги \| 5,4% \| 5,7% \| \| Послуги підприємствам \| 4,1% \| 4,3% \| \| Послуги фізичним особам \| 18,9% \| 20% \| \| Нерухомість та ін. \| 14,9% \| 15,7% \| \| Усього підприємств \| 74 \| 70 \| |         |         |
| Підприємства міста, що працюють у сфері послуг, за діяльністю |         |         |
| Рік | 2002 р. | 2001 р. |
| Гуртова торгівля | 2,7%    | 2,9%    |
| Готелі та готельний бізнес | 48,6%   | 45,7%   |
| Транспорт та зв'язок | 5,4%    | 5,7%    |
| Посередницькі фінансові послуги | 5,4%    | 5,7%    |
| Послуги підприємствам | 4,1%    | 4,3%    |
| Послуги фізичним особам | 18,9%   | 20%     |
| Нерухомість та ін. | 14,9%   | 15,7%   |
| Усього підприємств | 74      | 70      |

## Житловий фонд
У 2001 р. 8,8% усіх родин (домогосподарств) мали житло метражем до 59 м², 50,3% — від 60 до 89 м², 24,7% — від 90 до 119 м² і
16,2% — понад 120 м².

З усіх будівель у 2001 р. 22,4% було одноповерховими, 39,8% — двоповерховими, 27,6
% — триповерховими, 10% — чотириповерховими, 0,1% — п'ятиповерховими, 0% — шестиповерховими,
0% — семиповерховими, 0% — з вісьмома та більше поверхами.

## Автопарк
| \| Автомобілі, зареєстровані у місті, за призначенням \| Автомобілі, зареєстровані у місті, за призначенням \| Автомобілі, зареєстровані у місті, за призначенням \| \| Рік \| 2006 р. \| 2005 р. \| \| -------------------------------------------------- \| -------------------------------------------------- \| -------------------------------------------------- \| \| Приватні автомобілі \| 60% \| 59,9% \| \| Мотоцикли \| 15,2% \| 13,8% \| \| Вантажівки \| 22,8% \| 24,5% \| \| Трактори \| 0% \| 0% \| \| Автобуси та ін. \| 2% \| 1,8% \| \| Усього автомобілів \| 807 шт. \| 836 шт. \| |         |         |
| Автомобілі, зареєстровані у місті, за призначенням |         |         |
| Рік | 2006 р. | 2005 р. |
| Приватні автомобілі | 60%     | 59,9%   |
| Мотоцикли | 15,2%   | 13,8%   |
| Вантажівки | 22,8%   | 24,5%   |
| Трактори | 0%      | 0%      |
| Автобуси та ін. | 2%      | 1,8%    |
| Усього автомобілів | 807 шт. | 836 шт. |

## Вживання каталанської мови
У 2001 р. каталанську мову у місті розуміли 98% усього населення (у 1996 р. — 98,6%), вміли говорити нею 87,4% (у 1996 р. — 
88,9%), вміли читати 86% (у 1996 р. — 82,8%), вміли писати 62,4
% (у 1996 р. — 56,1%). Не розуміли каталанської мови 2%.

## Політичні уподобання
У виборах до Парламенту Каталонії у 2006 р. взяло участь 443 особи (у 2003 р. — 495 осіб). Голоси за політичні сили розподілилися таким чином:
| \| Вибори до Парламенту Каталонії \| Вибори до Парламенту Каталонії \| Вибори до Парламенту Каталонії \| \| Рік \| 2006 р. \| 2003 р. \| \| -------------------------------------- \| ------------------------------ \| ------------------------------ \| \| Конвергенція та Єднання (CiU) \| 50,8% \| 49,9% \| \| Соціалістична партія Каталонії (PSC) \| 16,9% \| 18% \| \| Народна партія (PP) \| 3,8% \| 6,9% \| \| Ініціатива за зелену Каталонію (IC) \| 7,2% \| 4,2% \| \| Республіканська лівиця Каталонії (ERC) \| 18,3% \| 20,6% \| \| Громадянська партія (C's) \| 0,7% \| 0% \| \| Інші \| 2,3% \| 0,4% \| |         |         |
| Вибори до Парламенту Каталонії |         |         |
| Рік | 2006 р. | 2003 р. |
| Конвергенція та Єднання (CiU) | 50,8%   | 49,9%   |
| Соціалістична партія Каталонії (PSC) | 16,9%   | 18%     |
| Народна партія (PP) | 3,8%    | 6,9%    |
| Ініціатива за зелену Каталонію (IC) | 7,2%    | 4,2%    |
| Республіканська лівиця Каталонії (ERC) | 18,3%   | 20,6%   |
| Громадянська партія (C's) | 0,7%    | 0%      |
| Інші | 2,3%    | 0,4%    |

У муніципальних виборах у 2007 р. взяло участь 567 осіб (у 2003 р. — 539 осіб). Голоси за політичні сили розподілилися таким чином:
| \| Муніципальні вибори \| Муніципальні вибори \| Муніципальні вибори \| \| Рік \| 2007 р. \| 2003 р. \| \| -------------------------------------- \| ------------------- \| ------------------- \| \| Конвергенція та Єднання (CiU) \| 59,6% \| 65,5% \| \| Соціалістична партія Каталонії (PSC) \| 14,3% \| 34,5% \| \| Народна партія (PP) \| 0,4% \| 0% \| \| Ініціатива за зелену Каталонію (IC) \| 0% \| 0% \| \| Республіканська лівиця Каталонії (ERC) \| 25,7% \| 0% \| \| Громадянська партія (C's) \| 0% \| 0% \| \| Інші \| 0% \| 0% \| |         |         |
| Муніципальні вибори |         |         |
| Рік | 2007 р. | 2003 р. |
| Конвергенція та Єднання (CiU) | 59,6%   | 65,5%   |
| Соціалістична партія Каталонії (PSC) | 14,3%   | 34,5%   |
| Народна партія (PP) | 0,4%    | 0%      |
| Ініціатива за зелену Каталонію (IC) | 0%      | 0%      |
| Республіканська лівиця Каталонії (ERC) | 25,7%   | 0%      |
| Громадянська партія (C's) | 0%      | 0%      |
| Інші | 0%      | 0%      |

## Монастир Св. Петра Розаського
Монастир Св. Петра Розаського (лат. Monestir de Sant Pere de Rodes) — відомий з античних часів бенедектинський монастир. Побудований на північному схилі гори Бардера (кат. Verdera) нижче замку Бардера. З монастиря відкривається надзвичайно гарний вид на сусідні затоки Середземного моря, зокрема ті, на яких розташовані муніципалітети Ал-Порт-да-ла-Селба та Лянса. На північний схід від монастиря розташовані рештки середньовічного поселення Санта-Креу-да-Розас (кат. Santa Creu de Rodes).

### Фото монастиря

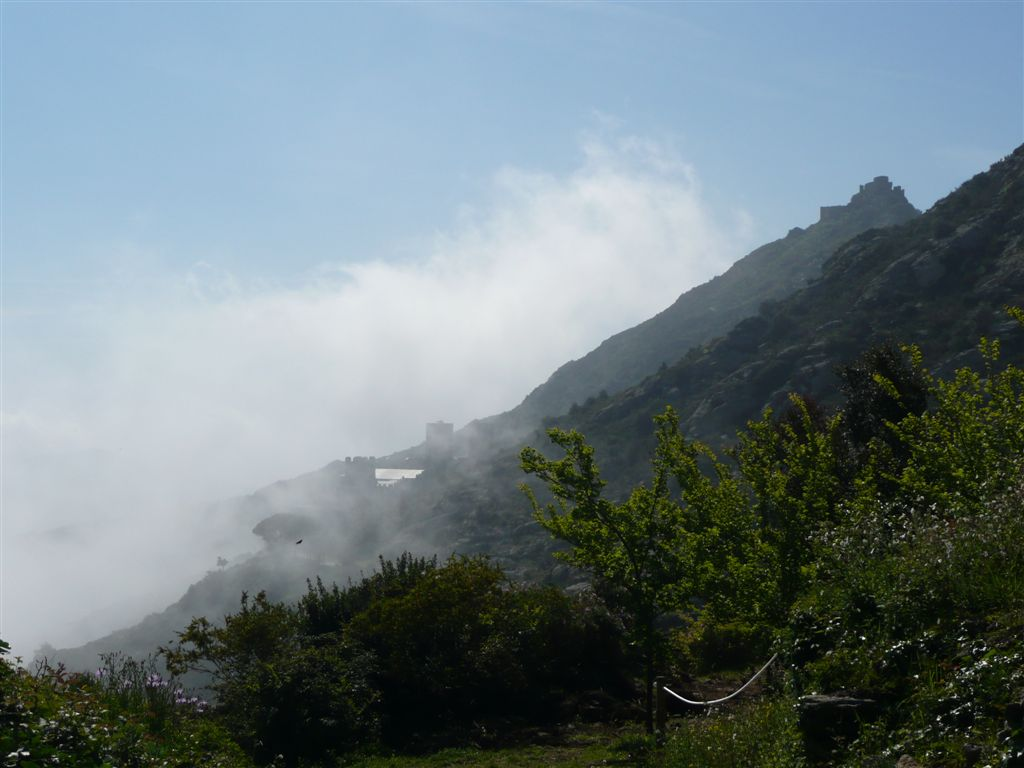
Монастир і замок
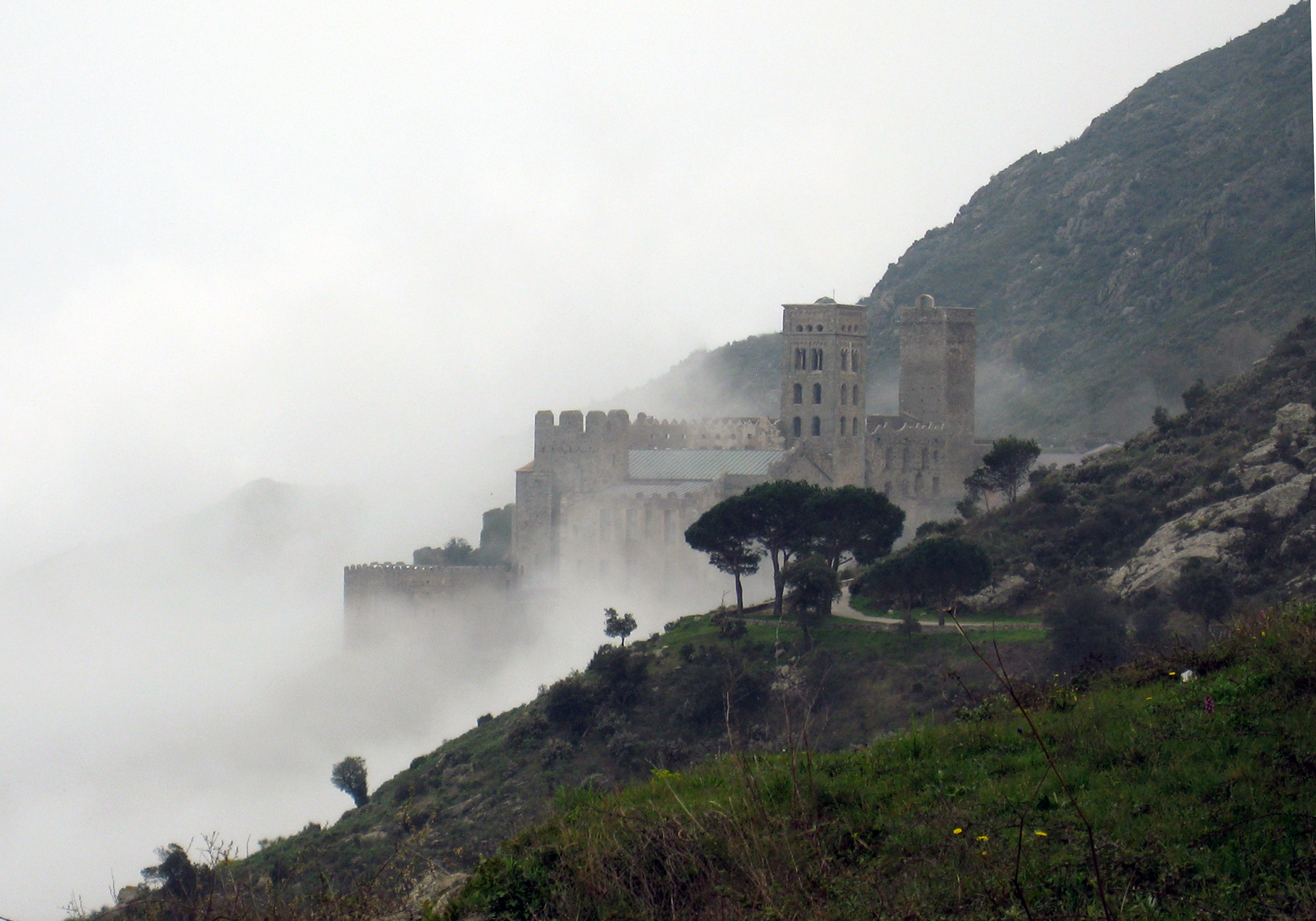
У тумані
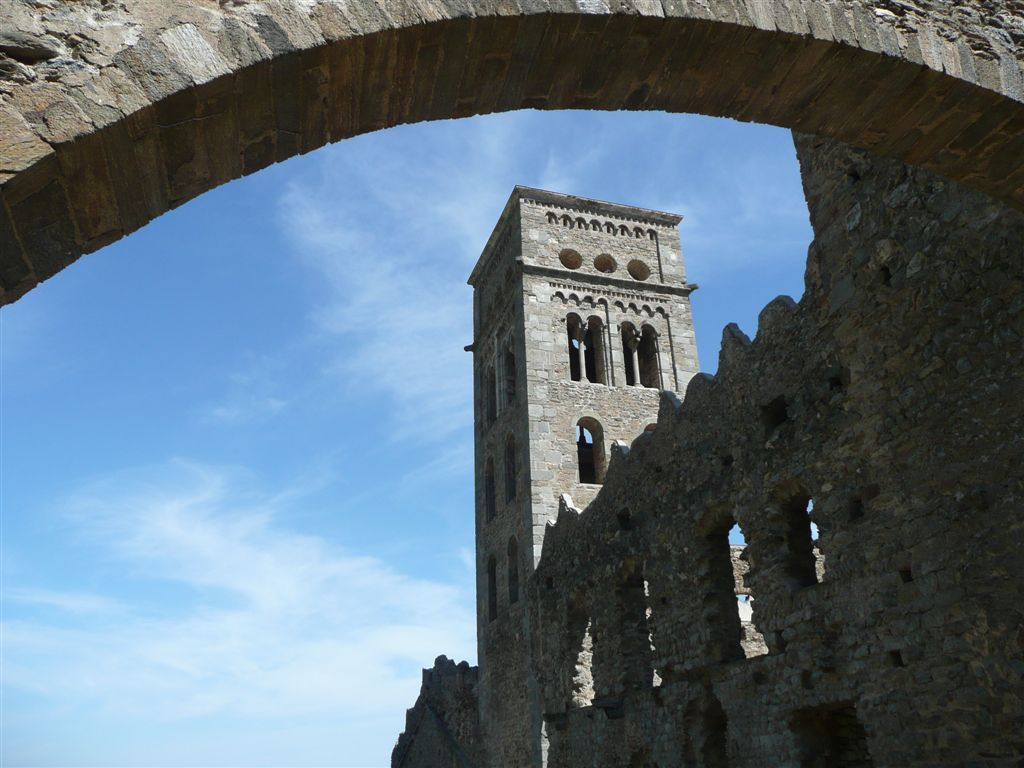
Фасад
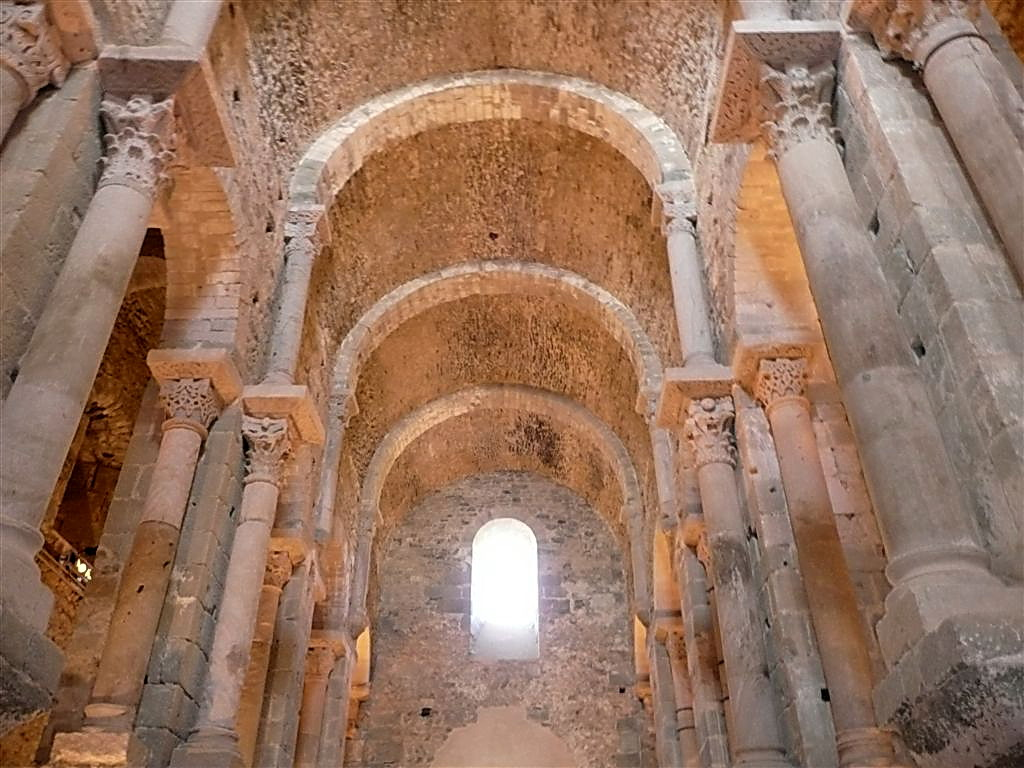
Центральний неф (фасад)
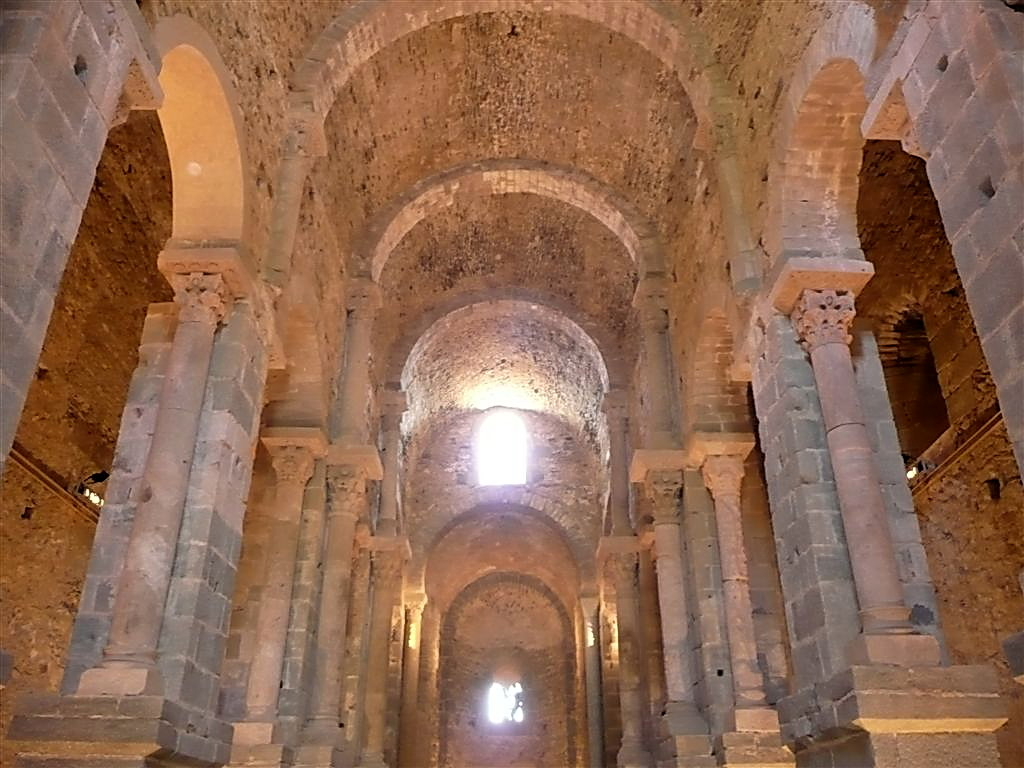
Центральний неф (абсида)
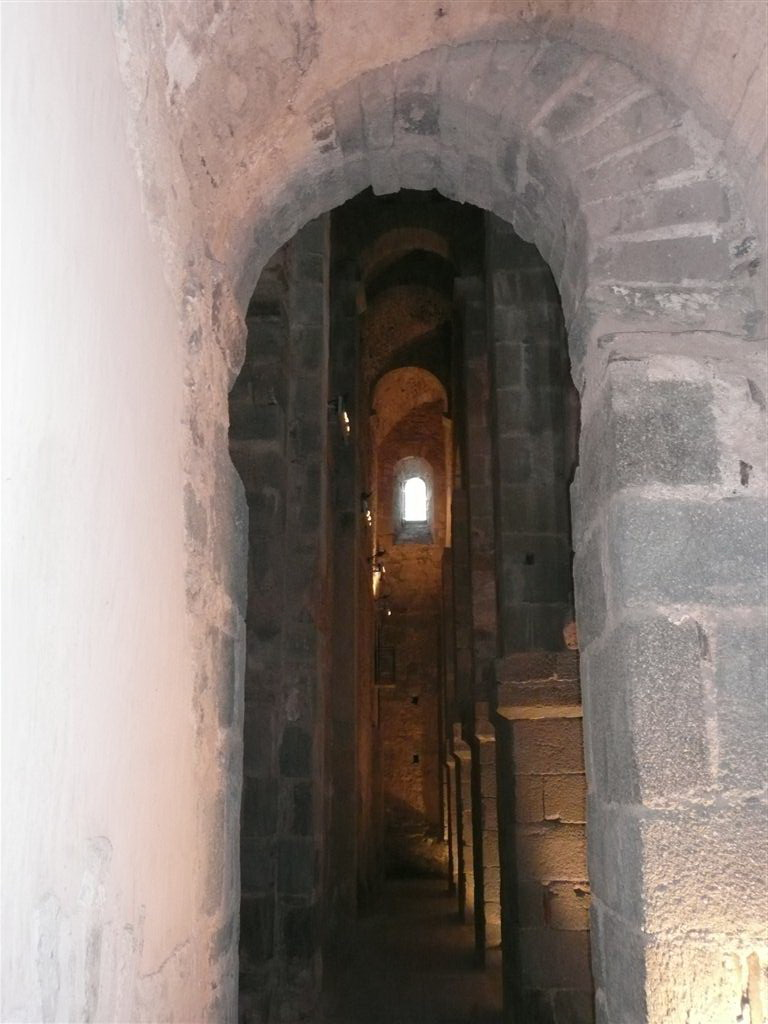
Бічний неф
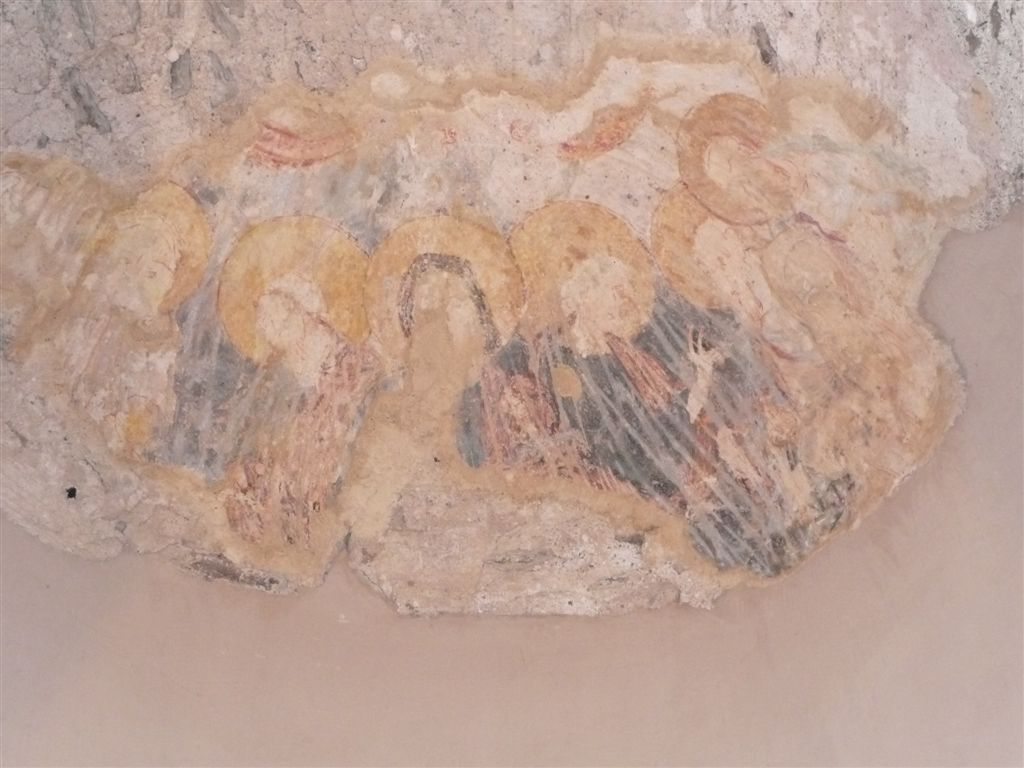
Зображення в абсиді
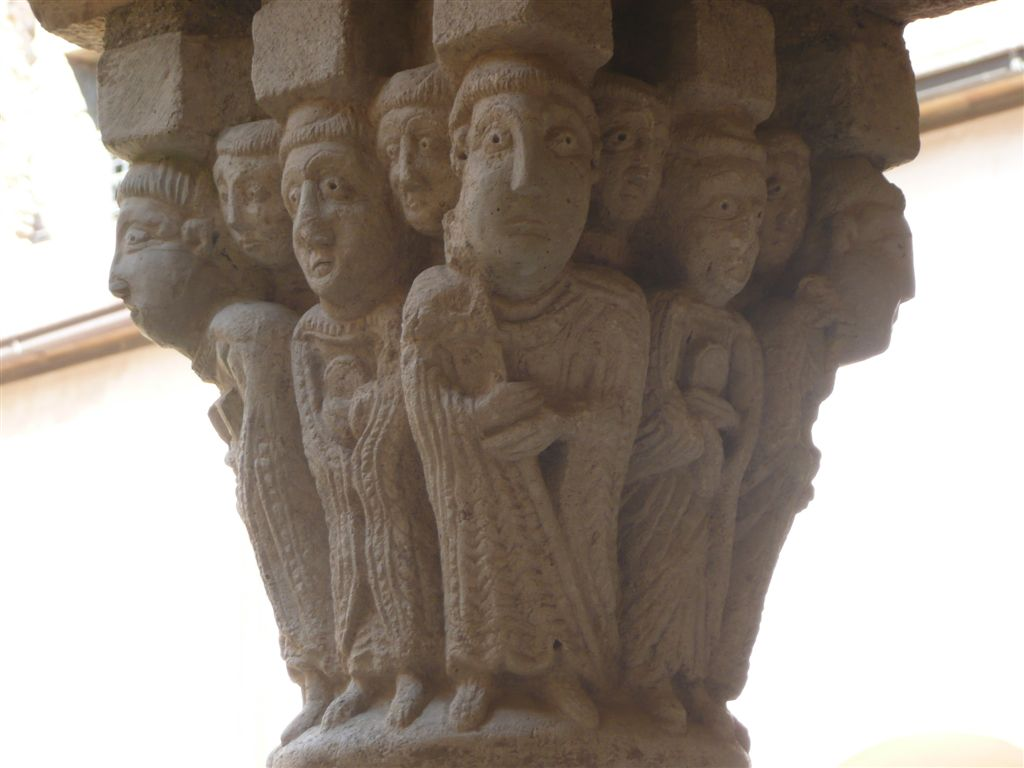
Капітель
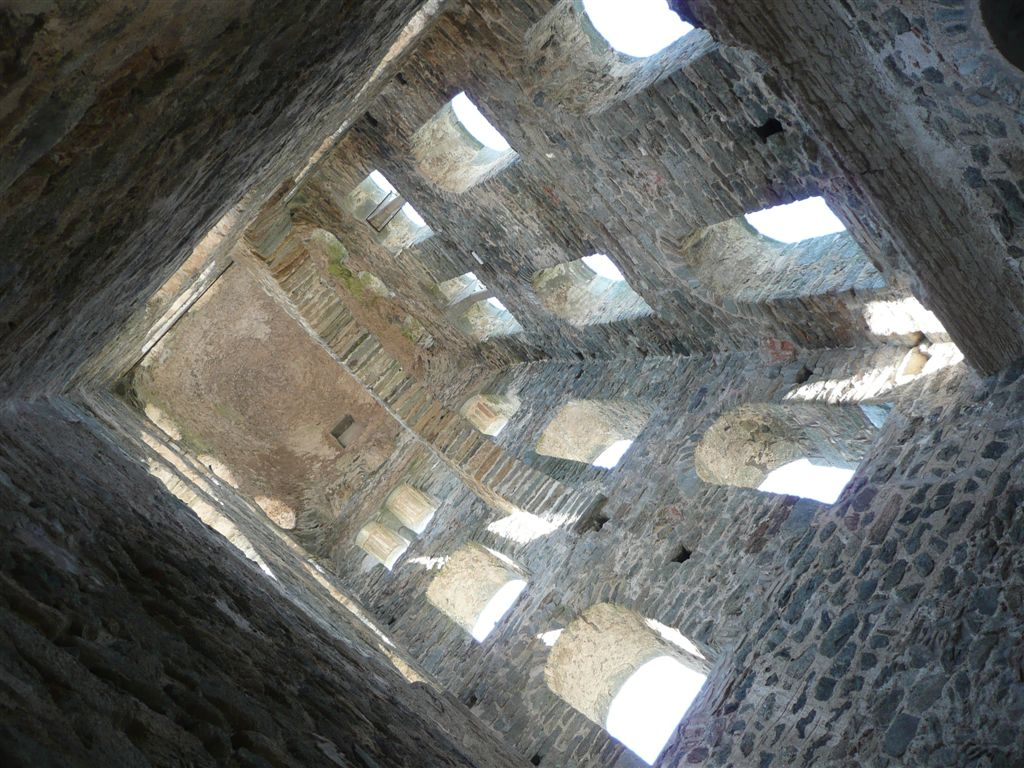
У дзвіниці
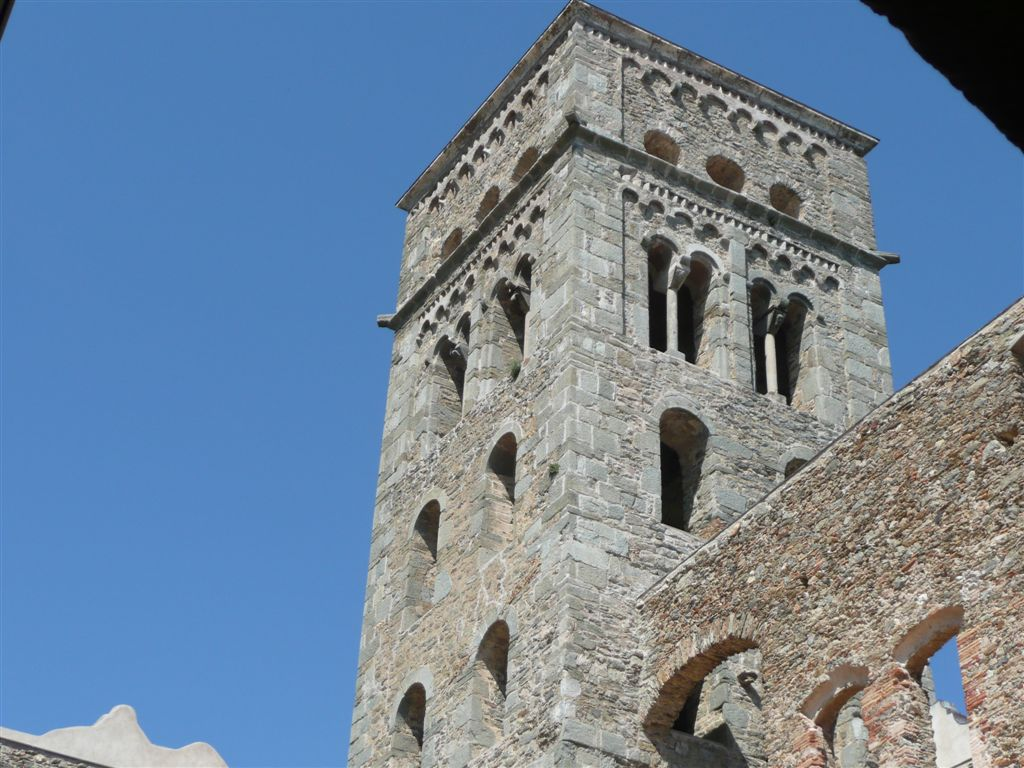
Дзвіниця
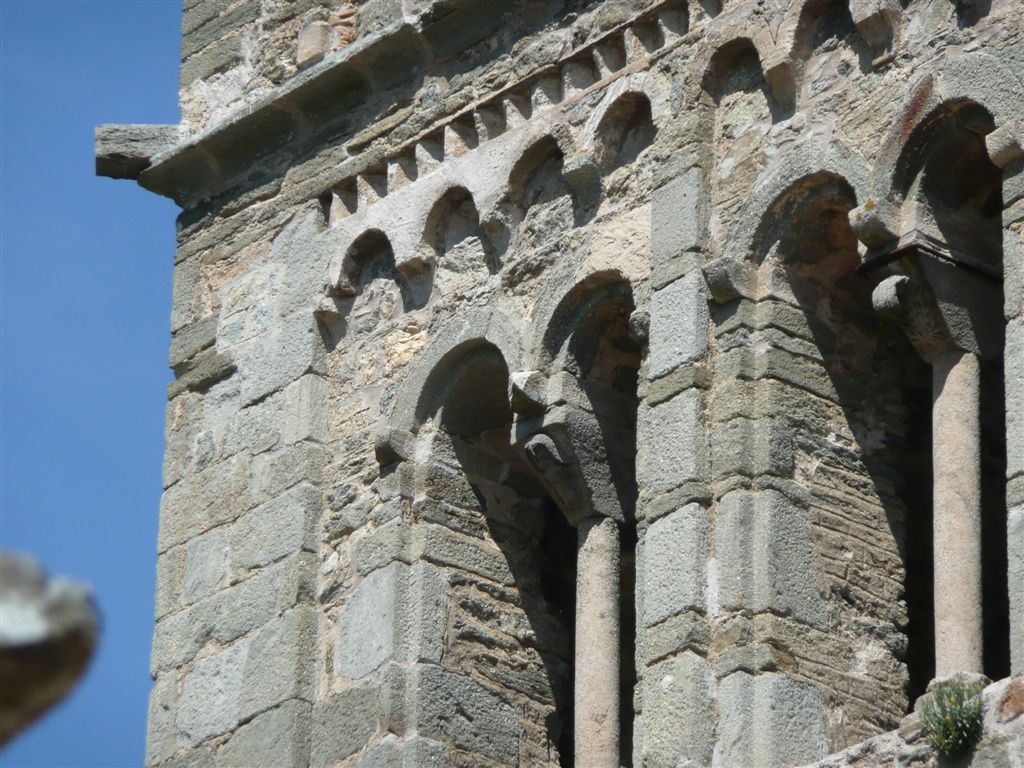
Дзвіниця (фрагмент)
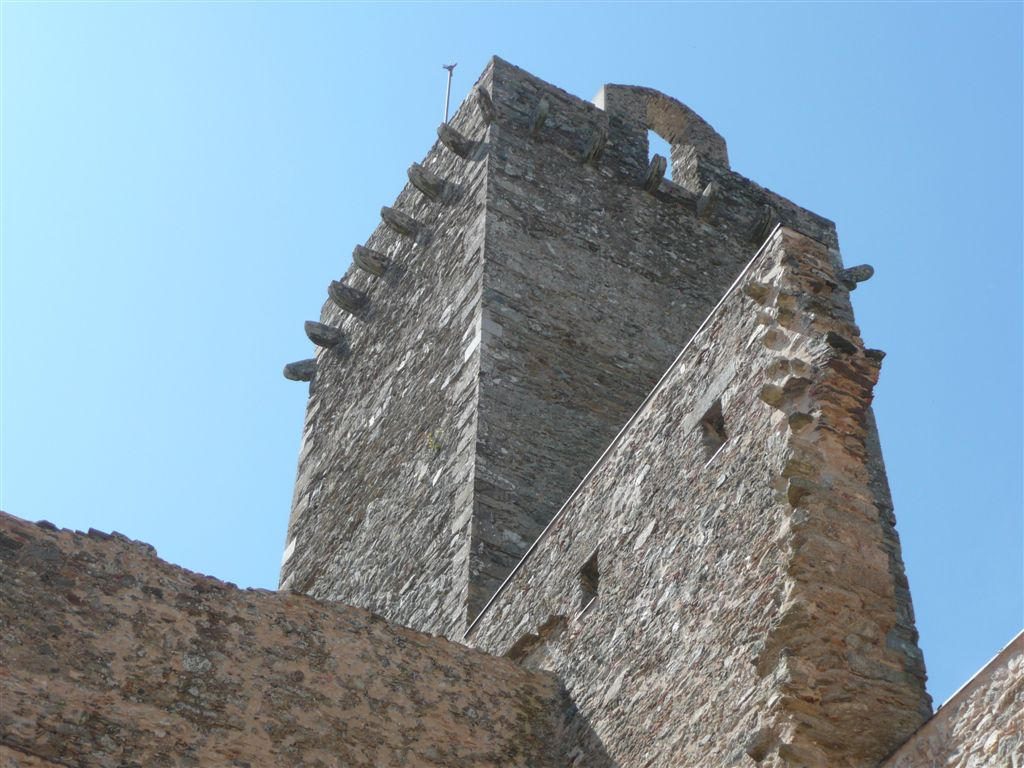
Захисна вежа
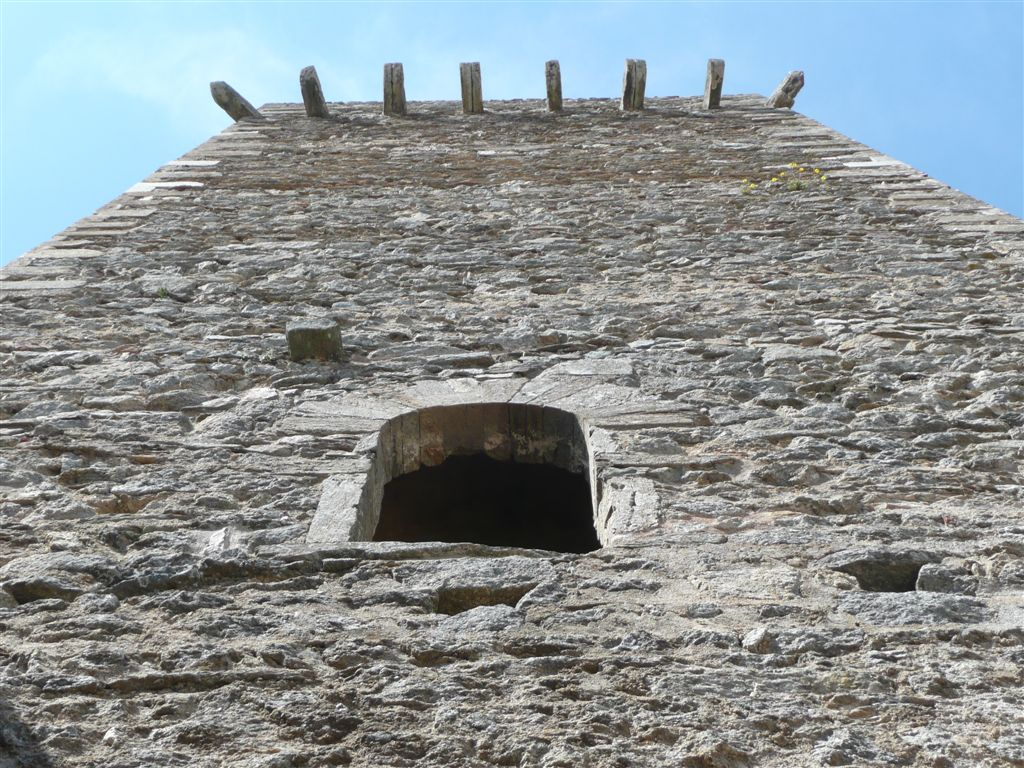
Захисна вежа (фрагмент)
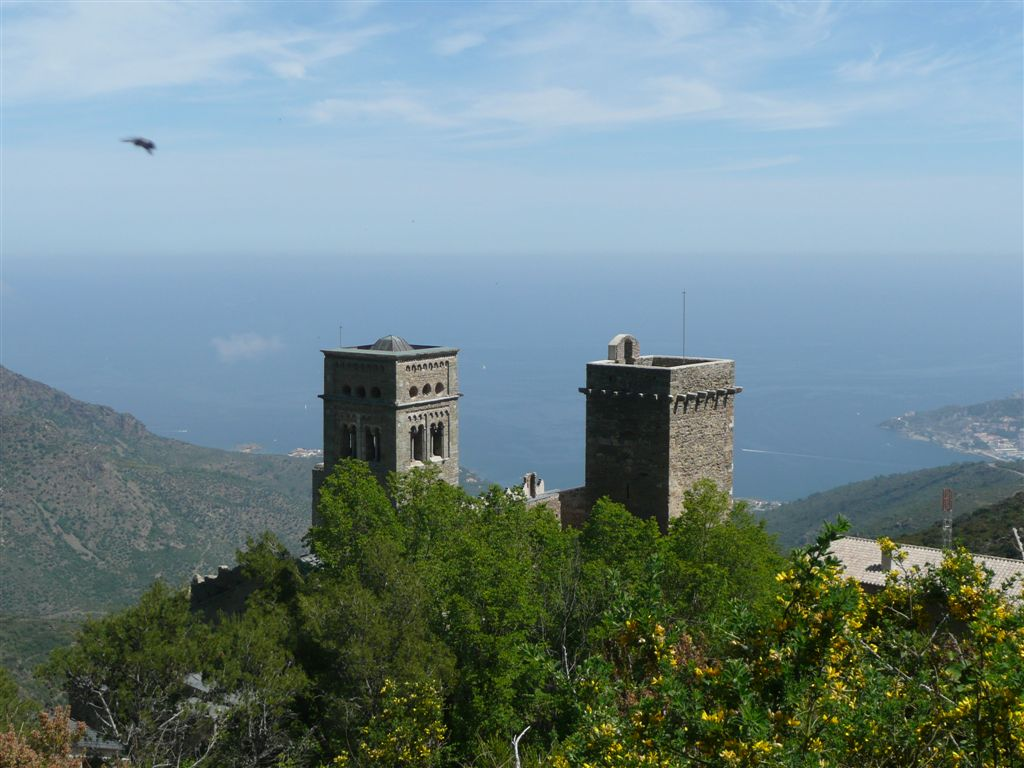
Вид на монастир з боку моря
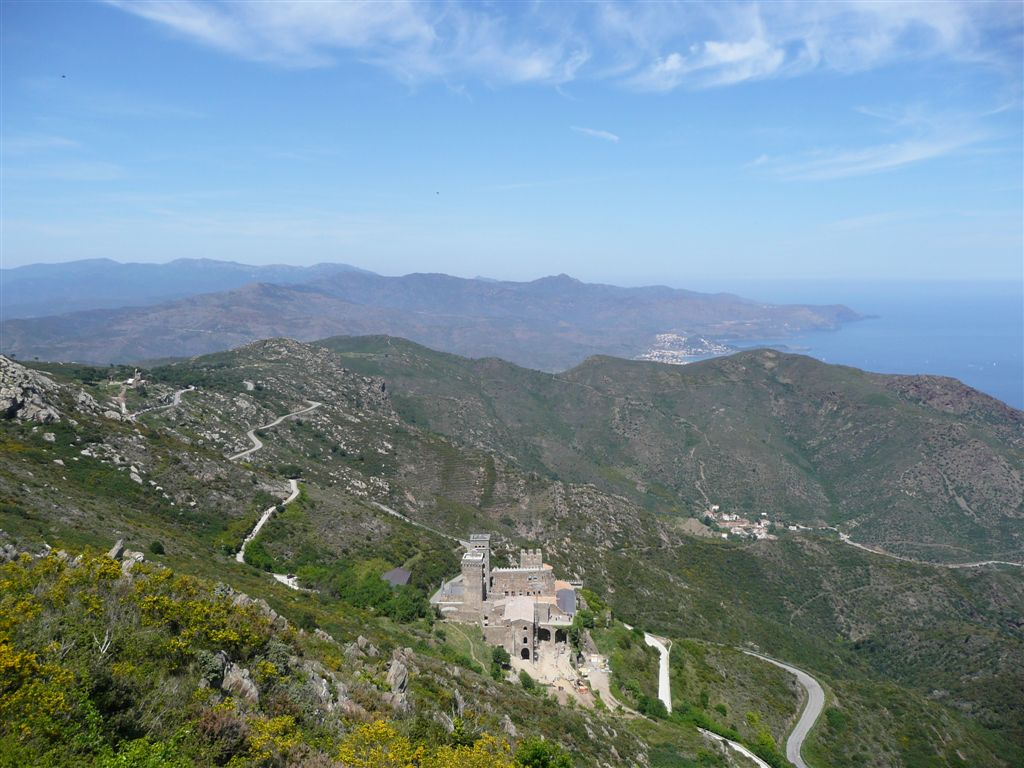
Вид з монастиря на північ
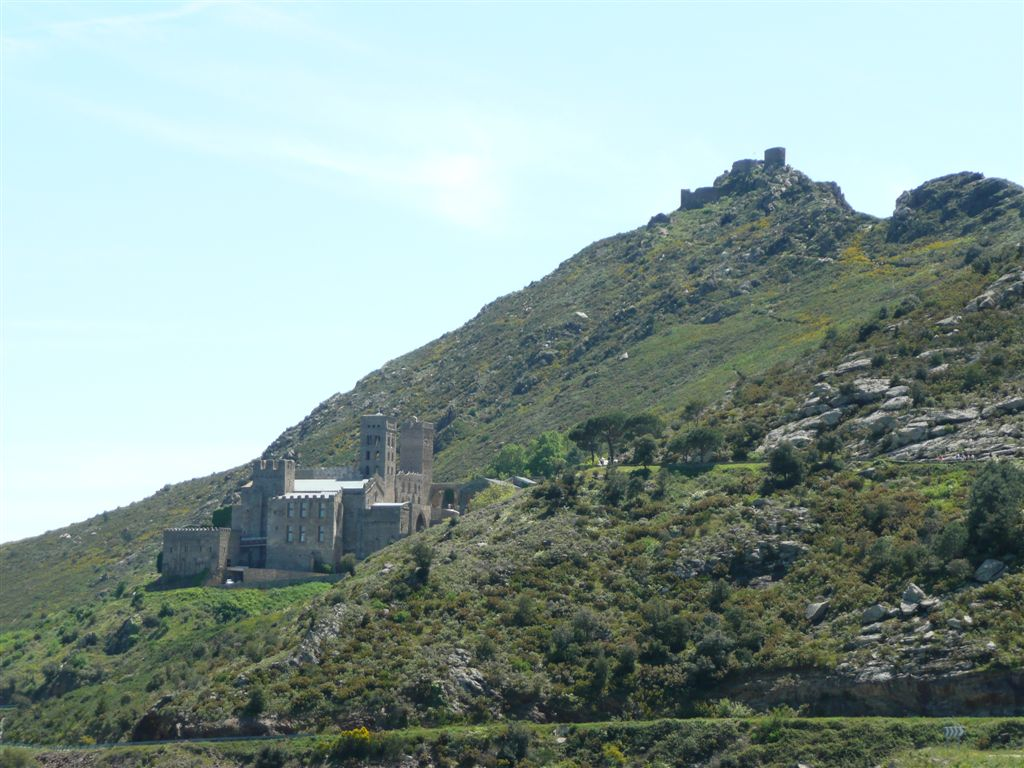
Вид на замок